# Microhyla achatina
Microhyla achatina är en groddjursart som beskrevs av Johann Jakob von Tschudi 1838. Microhyla achatina ingår i släktet Microhyla och familjen Microhylidae. IUCN kategoriserar arten globalt som livskraftig. Inga underarter finns listade i Catalogue of Life.